# Zustandsgleichung eines realen Gases nach Wohl

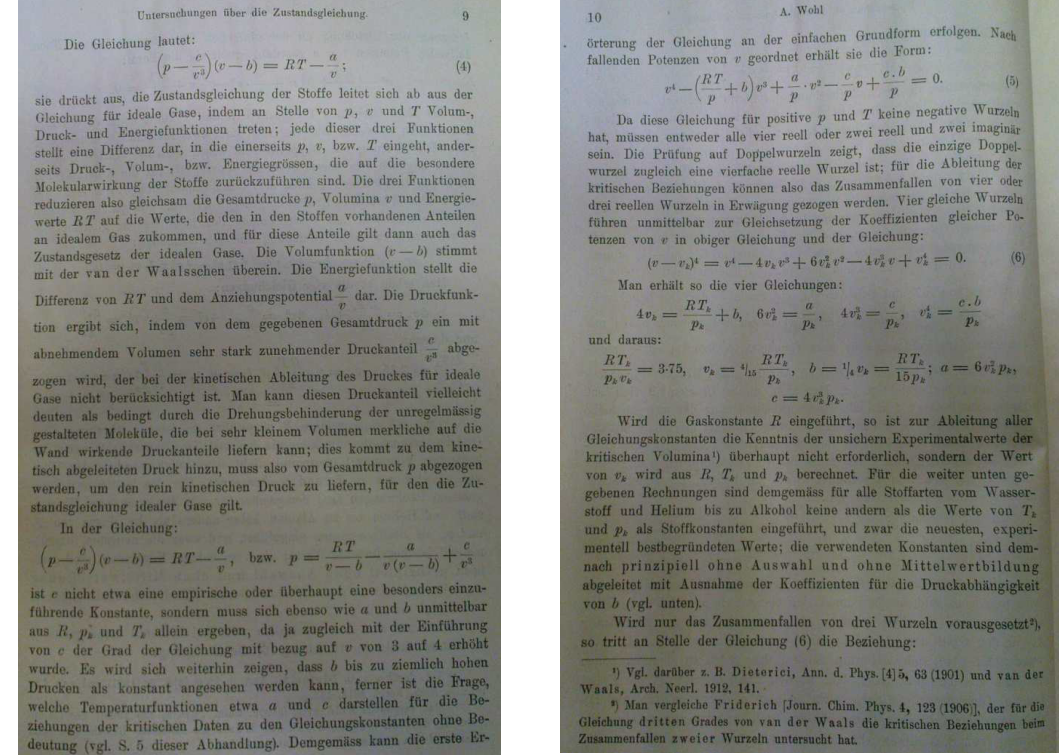
Untersuchungen über die Zustandsgleichung, S. 9f., Zeitschr. f. Physikal. Chemie 87

Die Zustandsgleichung eines realen Gases nach Wohl versucht, die experimentellen Werte für möglichst viele Gase gut wiederzugeben, also die Van-der-Waals-Gleichung zu verbessern, ohne andererseits mathematisch allzu aufwändig zu werden. Sie wurde 1914 im Artikel „Untersuchungen über die Zustandsgleichung“ für die Zeitschrift für Physikalische Chemie (Band 87, S. 1 bis 39) vom Chemiker Alfred Wohl aufgestellt. Der Gültigkeitsbereich erstreckt sich von großen (molaren) Volumina bis zum kritischen Molvolumen.

## Zustandsgleichung ohne Temperaturabhängigkeit des Anziehungsglieds
Für den Druck {\displaystyle p}, das molare Volumen {\displaystyle v=V_{m}={\frac {V}{n}}} (=Volumen durch Stoffmenge) und die absolute Temperatur {\displaystyle T} gilt dabei:
(1a) {\displaystyle \quad p={\frac {RT}{v-b}}-{\frac {a}{v\left(v-b\right)}}+{\frac {c}{v^{3}}}\quad }
bzw.
(1b) {\displaystyle \quad \left(p-{\frac {c}{v^{3}}}\right)\left(v-b\right)=RT-{\frac {a}{v}}}
Als Gleichung für das molare Volumen lautet sie:
(1c) {\displaystyle \quad v^{4}-\left({\frac {RT}{p}}+b\right)v^{3}+{\frac {a}{p}}v^{2}-{\frac {c}{p}}v+{\frac {cb}{p}}=0}
{\displaystyle R} ist dabei die universelle Gaskonstante und {\displaystyle a,b} und {\displaystyle c} sind Parameter, die vom jeweiligen Gas abhängen.
Dem Glied {\displaystyle {\tfrac {a}{v}}} kommt dabei die Rolle der Anziehung zwischen den Teilchen zu, in der ersten Erörterung ohne Temperaturabhängigkeit, und dem Glied {\displaystyle b} entspricht das Eigenvolumen der Teilchen und für das gegenüber der Van-der-Waals-Gleichung neue (Druck-)Glied {\displaystyle {\tfrac {c}{v^{3}}}\ } gibt Wohl in seinem ersten Artikel als mögliche Deutung die Drehungsbehinderung der unregelmäßig gestalteten Moleküle an.

### Bestimmung der Parameter aus den kritischen Zustandsgrößen
Um die Parameter {\displaystyle a,b} und {\displaystyle c} allein aus den experimentell gut zugänglichen Werten des Drucks und der Temperatur am kritischen Punkt zu beziehen, geht Wohl in der „ersten Erörterung“ davon aus, dass das Volumen am kritischen Punkt eine vierfache Nullstelle der Gleichung (1c) ist und vergleicht also (1c) mit {\displaystyle \left(v-v_{c}\right)^{4}=0}.
Bei Einsetzen der kritischen Temperatur und des kritischen Drucks lautet (1c):
(2) {\displaystyle \quad v^{4}-\left({\frac {RT_{c}}{p_{c}}}+b\right)v^{3}+{\frac {a}{p_{c}}}v^{2}-{\frac {c}{p_{c}}}v+{\frac {cb}{p_{c}}}=0}
Da {\displaystyle \ \left(v-v_{c}\right)^{4}=v^{4}-4v^{3}v_{c}+6v^{2}v_{c}^{2}-4vv_{c}^{3}+v_{c}^{4}\ } gilt dann also bei Koeffizientenvergleich der Potenzen von {\displaystyle v}:
(3) {\displaystyle \quad 4v_{c}={\frac {RT_{c}}{p_{c}}}+b\quad ,\quad 6v_{c}^{2}={\frac {a}{p_{c}}}\quad ,\quad 4v_{c}^{3}={\frac {c}{p_{c}}}\quad ,\quad v_{c}^{4}={\frac {cb}{p_{c}}}}
Es gibt also vier Gleichungen für eigentlich nur drei Unbekannte {\displaystyle a,b,c,} so dass zusätzlich noch eine Beziehung zwischen der Temperatur, dem Druck und dem Volumen am kritischen Punkt aufgestellt werden kann, das nur unsicher bestimmbare kritische Molvolumen wird also aus dem kritischen Druck und der kritischen Temperatur berechnet. Es gilt:
(4) {\displaystyle \quad v_{c}={\frac {4}{15}}{\frac {RT_{c}}{p_{c}}}\quad }, {\displaystyle \quad b={\frac {v_{c}}{4}}={\frac {1}{15}}{\frac {RT_{c}}{p_{c}}}\quad }, {\displaystyle \quad a=6v_{c}^{2}p_{c}={\frac {96}{225}}{\frac {R^{2}T_{c}^{2}}{p_{c}}}\quad }, {\displaystyle \quad c=4v_{c}^{3}p_{c}={\frac {256}{3375}}{\frac {R^{3}T_{c}^{3}}{p_{c}^{2}}}}

### Kritischer Kompressibilitätsfaktor
Für den Kompressibilitätsfaktor (Kompressionsfaktor) beim kritischen Punkt gilt also: {\displaystyle \ Z_{c}={\frac {p_{c}v_{c}}{RT_{c}}}={\frac {4}{15}}\approx 0{,}267\ }, was verglichen mit dem Kompressionsfaktor nach dem Van-der-Waals-Modell (mit {\displaystyle Z_{c}=0{,}375\ }) meistens besser in Übereinstimmung mit den kritischen Kompressionsfaktoren der Gase ist, so ist der kritische Kompressionsfaktor bei Sauerstoff (O2) 0,288, bei Stickstoff (N2) 0,292 und bei Kohlendioxid 0,274.

### Reduzierte Form

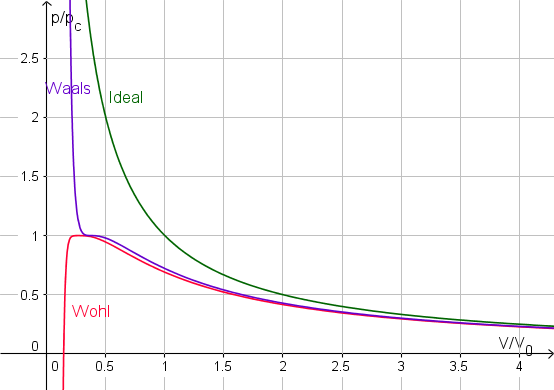
Isotherme bei T=T_{c} (mit V_{0}=RT_{c}/p_{c}) nach dem Model von Wohl im Vergleich mit van-der-Waals und idealem Gas

Mit den reduzierten Größen {\displaystyle p_{r}={\frac {p}{p_{c}}}\quad ,\ V_{r}={\frac {v}{v_{c}}}={\frac {V}{V_{c}}}\quad ,\ T_{r}={\frac {T}{T_{c}}}} geht die Gleichung (1a) über in:
(5) {\displaystyle \quad p_{r}={\frac {15}{4}}{\frac {T_{r}}{V_{r}-{\frac {1}{4}}}}-{\frac {6}{V_{r}\left(V_{r}-{\frac {1}{4}}\right)}}+{\frac {4}{V_{r}^{3}}}}
Wie aus dem Vr-pr Diagramm der Isotherme bei der kritischen Temperatur zu sehen, ist die Zustandsgleichung für molare Volumina unterhalb des kritischen Molvolumens nicht anwendbar.

### Vergleich mit Idealem Gas und anderen Modellen
Um die Formel unabhängig vom konkreten Gas zu machen, bezieht man meistens den Druck, die Temperatur und das Volumen auf die kritischen Größen. Da das kritische Volumen nur ungenau messbar ist, wird in vielen Modellen (z. B. van-der-Waals, Redlich-Kwong und auch beim Modell von Wohl) das Volumen über den kritischen Druck und die kritische Temperatur berechnet. Dabei kommen die Modelle für das kritische Molvolumen zu  unterschiedlichen Werten: {\displaystyle \ {\frac {3}{8}}{\frac {RT_{c}}{p_{c}}}\ } bei van-der-Waals, {\displaystyle {\frac {4}{15}}{\frac {RT_{c}}{p_{c}}}\ } bei Wohl und {\displaystyle \ {\frac {1}{3}}{\frac {RT_{c}}{p_{c}}}\ } bei Redlich-Kwong. Um die Vorhersagen für das Volumen vergleichen zu können, muss ein gemeinsames Bezugsvolumen benutzt werden und deshalb wird als Bezugsvolumen {\displaystyle V_{0}} das Volumen gewählt, das sich aus {\displaystyle p_{c}} und {\displaystyle T_{c}} nach dem der Gleichung des idealen Gases ergeben würde, also  {\displaystyle \ V_{0}={\frac {nRT_{c}}{p_{c}}}\ } bzw. {\displaystyle \ v_{0}={\frac {RT_{c}}{p_{c}}}\ }. Mit {\displaystyle p_{r}={\frac {p}{p_{c}}}\quad ,\ T_{r}={\frac {T}{T_{c}}}\ } sowie {\displaystyle \ V_{r}'={\frac {V}{V_{0}}}\ ={\frac {v}{v_{0}}}} gilt dann:
Formel ideales Gas: {\displaystyle \ p_{r}={\frac {T_{r}}{V_{r}'}}}
Formel von van-der-Waals:  {\displaystyle \ p_{r}={\frac {T_{r}}{V_{r}'-{\frac {1}{8}}}}-{\frac {\frac {27}{64}}{V_{r}'^{2}}}}
Formel von Redlich-Kwong: {\displaystyle p_{r}={\frac {T_{r}}{V_{r}'-{\frac {{\sqrt[{3}]{2}}-1}{3}}}}-{\frac {\frac {1}{9\left({\sqrt[{3}]{2}}-1\right)}}{{\sqrt {T_{r}}}V_{r}'\left(V_{r}'+{\frac {{\sqrt[{3}]{2}}-1}{3}}\right)}}\quad }
Formel von Wohl: {\displaystyle \ p_{r}={\frac {T_{r}}{V_{r}'-{\frac {1}{15}}}}-{\frac {\frac {96}{225}}{V_{r}'\left(V_{r}'-{\frac {1}{15}}\right)}}+{\frac {\frac {256}{3375}}{V_{r}'^{3}}}}
erweiterte Formel von Wohl: {\displaystyle \ p_{r}={\frac {T_{r}}{V_{r}'-{\frac {1}{15}}}}-{\frac {\frac {96}{225}}{T_{r}V_{r}'\left(V_{r}'-{\frac {1}{15}}\right)}}+{\frac {\frac {256}{3375}}{T_{r}^{\alpha }V_{r}'^{3}}}}

## Erweiterungen
Sowohl im ursprünglichen Artikel aus dem Jahr 1914 als auch in nachfolgenden Artikeln wird das Modell über diese erste Erörterung hinaus erweitert, um das Verhalten realer Gase noch besser wiedergeben zu können, so wird auch eine Temperaturabhängigkeit der Parameter a und c berücksichtigt, also
{\displaystyle \quad p={\frac {RT}{v-b}}-{\frac {a'}{Tv\left(v-b\right)}}+{\frac {c'}{T^{\alpha }v^{3}}}\quad } mit {\displaystyle 1\leq \alpha \leq 2\quad }, wobei z. B. für Kohlendioxid {\displaystyle \alpha ={\frac {4}{3}}} und für Wasserstoff (H2) {\displaystyle \alpha =2} angesetzt wird, und es gilt: {\displaystyle \quad v_{c}={\frac {4}{15}}{\frac {RT_{c}}{p_{c}}}\quad }, {\displaystyle \quad b={\frac {v_{c}}{4}}={\frac {1}{15}}{\frac {RT_{c}}{p_{c}}}\quad }, {\displaystyle \quad a'=6v_{c}^{2}p_{c}T_{c}={\frac {96}{225}}{\frac {R^{2}T_{c}^{3}}{p_{c}}}\quad }, {\displaystyle \quad c'=4v_{c}^{3}p_{c}T_{c}^{\alpha }={\frac {256}{3375}}{\frac {R^{3}T_{c}^{3+\alpha }}{p_{c}^{2}}}}